# Plega duckei
Plega duckei är en insektsart som beskrevs av Penny 1983. Plega duckei ingår i släktet Plega och familjen fångsländor. Inga underarter finns listade i Catalogue of Life.